# Bevare Gud vår kung
Bevare Gud vår kung är en sångtext skriven 1805 av Abraham Niclas Edelcrantz till melodin för God Save the King. Den fungerade som Sveriges folksång (nationalsång) under omkring 60 år. Som kungssång fungerade den till 1893, då den ersattes av Kungssången.
Sången arrangerades för fyrstämmig manskör av Johann Christian Friedrich Haeffner.
Bevare Gud vår kung
1.
Bevare Gud vår kung!
Gör säll vår ädle kung!
Leve vår kung!
Bekrönt av ärans hand,
alltid med hjärtats brand
förent med folk och land.
Leve vår kung!
2.
Nu varje troget bröst
med hjärta och med röst
hans välgång sjung!
Må tvedräkt flykten ta!
Han allas kärlek ha!
Sjung, svenska Folk, hurra!
Leve vår kung!